# Asesinatos en el condado de Sumner en 2019
Los asesinatos del condado de Sumner (Tennessee, Estados Unidos) fueron un asesinato en masa que ocurrió el 27 de abril de 2019, cuando se descubrieron siete cuerpos en múltiples ubicaciones en el condado de Sumner, Tennessee . Hubo un único sobreviviente que se encontraba en estado crítico pero sobrevivió a las lesiones. El caso fue el peor asesinato en masa en Tennessee en 20 años.

## Asesinatos
El 17 de abril se encontró un cuerpo sin cabeza (que luego fue identificado como Jim Dunn) en una cabaña quemada. Este fue solo el comienzo de la masacre que tuvo lugar 10 días después, cuando la policía respondió a múltiples escenas del crimen y encontró a cuatro miembros de la familia Cummins asesinados en su casa, en Charles Brown Road. Descubrieron a otra víctima fallecida en Luby Brown Road. Dos víctimas más fueron descubiertas al día siguiente y una víctima que sobrevivió a sus heridas. Una de las víctimas fallecidas era una niña de 12 años que estaba parcialmente desnuda a pesar de no haber agresión sexual. Todas las muertes de víctimas fueron causadas por un traumatismo en la cabeza a causa de un objeto contundente.

## Detención de Cummins
Cummins iba a ser arrestado en los próximos días antes de que los cuerpos fueran encontrados debido a una violación de la libertad condicional por no tener una evaluación de salud mental. Se estaba preparando una orden judicial. Después de los asesinatos, Cummins fue sospechoso por no ser visto y por las muertes prematuras de su familia. Cummins fue visto y fusilado después de que múltiples agentes de la policía lo acorralaron cerca de un arroyo.